# NextGen Series
NextGen Series — европейский футбольный турнир среди юношеских команд, возраст игроков которых не превышает 19 лет, существовавший в 2011—2013 годах. Всего было проведено два розыгрыша. После того, как УЕФА было организовано аналогичное соревнование — Юношеская лига — турнир прекратил существование.

## История создания
Международный турнир, в котором юношеские команды европейских футбольных клубов могли соперничать друг с другом по образцу Лиги чемпионов УЕФА, был создан в 2011 году по инициативе продюсера спортивного телевидения Джастина Эндрюса, спортивного директора «Брентфорда» Марка Уорбертона и владельца «Брентфорда» Мэттью Бенема.
В сезоне 2011/2012, во время первого розыгрыша турнира, команды, участвующие в нем, были приглашены организаторами соревнования. В зависимости от качества футбольной академии были отобраны 16 команд, которые разыграли между собой почётный трофей турнира. В следующем сезоне число участников увеличилось до 24 команд, в связи с чем формат соревнования претерпел изменения.
Рост популярности и влияния NextGen Series на развитие юношеского футбола не остался незамеченным высшим футбольным руководством, и 6 декабря 2012 на заседании Исполнительного комитета УЕФА в Лозанне было объявлено о запуске с сезона 2013/14 нового турнира для юношеских команд на уровне клубов — Юношеской лиги УЕФА. Организаторы NextGen Series предлагали объединить свой турнир с Юношеской лигой УЕФА или проводить два соревнования параллельно, с тем, чтобы победители турниров встречались в финале, но все предложения были отвергнуты УЕФА. Так как NextGen Series не мог соперничать с турниром под эгидой УЕФА ни в организационном, ни в финансовом плане, 16 августа 2013 года было объявлено об отмене сезона NextGen Series 2013/2014; в дальнейшем турнир больше не возобновлялся.

## Правила
В команде, участвующей в серии NextGen не должно быть больше восемнадцати футболистов. Игроки команд должны быть не старше 19 лет. Однако допускается исключение. В числе восемнадцати футболистов, каждый клуб может заявить на турнир трех игроков, возраст которых лишь на год превышает допустимый для участия в турнире возраст. При этом только два из них могут находиться на поле одновременно.
За исключением возрастных ограничений, правила турнира и матчей проводимых в его рамках, ничем не отличаются от правил установленных Международным советом футбольных ассоциаций.

## Победители
| Клуб           | Победы в финале | Поражения в финале | Годы побед в финале | Годы поражений в финале |
| -------------- | --------------- | ------------------ | ------------------- | ----------------------- |
| Интернационале | 1               |                    | 2012                |                         |
| Астон Вилла    | 1               |                    | 2013                |                         |
| Аякс           |                 | 1                  |                     | 2012                    |
| Челси          |                 | 1                  |                     | 2013                    |